# Case-Pilote
Case-Pilote – miasto na Martynice (Departament zamorski Francji); 4461 mieszkańców (2007).